# Fresque (atelier participatif)
Pour les peintures murales, voir Fresque.
 (août 2024).
Si vous disposez d'ouvrages ou d'articles de référence ou si vous connaissez des sites web de qualité traitant du thème abordé ici, merci de compléter l'article en donnant les références utiles à sa vérifiabilité et en les liant à la section « Notes et références ».
Une fresque, outil pédagogique, est un atelier participatif et collaboratif qui sensibilise un petit groupe de personnes à une thématique, souvent écologique. Elle réunit souvent une huitaine de personnes pendant trois heures, et s'appuie sur l'intelligence collective. Un animateur ou animatrice distribue des cartes avec un titre et un petit texte explicatif. Les participants et participantes organisent ces cartes et dessinent des liens entre elles sur une longue feuille de papier. Le résultat de l'atelier est une « fresque », par analogie avec la technique de peinture sur un mur. La fresque du climat est la plus célèbre, avec plus d'un million de personnes sensibilisées.